# 神保康広
神保 康広（じんぼ やすひろ、1970年6月16日 - ）は車椅子バスケットボール選手。東京都墨田区生まれ。

## 人物
生活をおくった。18歳で車椅子バスケと出会い、1990年から車椅子バスケットチーム「千葉ホークス」に所属する。1992年～2004年と4期連続パラリンピック出場。2000年始めからダスキン奨学金を受け、1999年年末に千葉市役所を退職し、単身、アメリカアラバマ州レイクショア財団の研修生として1年間留学、「ストーム」の一員としてD2でNMBA（全米車椅子協会）へ参戦。2001年春にD2で優勝、ベスト5に選出。2001年～2002年シーズンは同チームでD1へ昇格。2002年～2003年はD1の強豪チーム「テンバー”ローリング”ナゲッツ」に移籍、最終成績は全米選手権ベスト4。2003年春に完全帰国、転勤で福岡県飯塚市へ。2004年夏には新チームの”福岡Limitz"を旗揚げ。
2006年に自身の海外経験を活かすべく、国際協力機構（JICA）の活動でマレーシアに渡り、同国で車いすバスケの普及とナショナルチームのコーチに就任。同年11月に開催されたフェスピック大会で指揮をとる。その後は帰国し、本業であった車いすメーカ勤務にしばし専念。
2015年秋、日本パラリンピック委員会（JPC）派遣事業で、アフリカ・ジンバブエ国の短期普及活動に従事し、翌年も再訪。また、2017年4月からは本業の傍ら、日本財団パラリンピックサポートセンターの「あすチャレ！スクール」講師を務める。なお、この活動は2021年夏まで継続予定。
18年8月、ドイツで開催された、世界選手大会で英国代表チームのスタッフとして参加。男子は史上初の金メダルを獲得、女子も過去最高順位となる銀メダル獲得に貢献。選手としてではないが、日本人で初めて世界選手権決勝のコートに立ち、金・銀メダルを獲得。
19年7月、オランダで開催された、女子欧州選手権大会に英国代表のサポートスタッフとして参加し、準優勝獲得。さらに、同年9月、ポーランドで開催された、男子欧州選手権に参加して優勝。これにより、男女とも東京パラリンピックの出場権を獲得した。
20年5月、東京パラリンピンピックがコロナウィルス（COVID19）の影響で延期となる事態を受け、所属企業と英国代表チームのスタッフを退き、新たな挑戦に向けて再出発した。具体的には講演活動をはじめ、パラスポーツの普及活動や発展途上国における活動も視野に入れて。さらに、近年社会で求められているダイバーシティなど、自らの経験を踏まえて社会に広く伝える活動も展開する。

## 競技歴
- 1992年 - バルセロナパラリンピック　9位
- 1996年 - アトランタパラリンピック　8位
- 1998年 - 世界車椅子バスケットボール選手権（シドニー）　9位
- 2000年 - シドニーパラリンピック　9位
- 2004年 - アテネパラリンピック　8位

## 出演テレビ番組
- 課外授業ようこそ先輩（NHK総合、2002年7月14日）
- 福祉ネットワーク（NHK教育、2005年10月18日）

## 著書
- 「夢よ、僕より速く走れ」　海拓社